# Brabham BT49
O BT49/BT49C/BT49D é o modelo utilizado da Brabham nas temporadas: 1979, 1980, 1981 e 1982 de Fórmula 1. Pilotaram: Niki Lauda,1 Ricardo Zunino, Nelson Piquet, Hector Rebaque e Riccardo Patrese. 
Em 1981, com o BT49C, em Las Vegas, Piquet termina em 5º lugar marcando 2 pontos, tornando-se Campeão do Mundo. 

## Cronologia do Brabham BT49
1979 - BT49: Niki Lauda, Ricardo Zunino e Nelson Piquet
1980 - BT49: Nelson Piquet, Ricardo Zunino e Hector Rebaque
1981 - BT49C: Nelson Piquet, Hector Rebaque
1982 - BT49D: Nelson Piquet e Riccardo Patrese

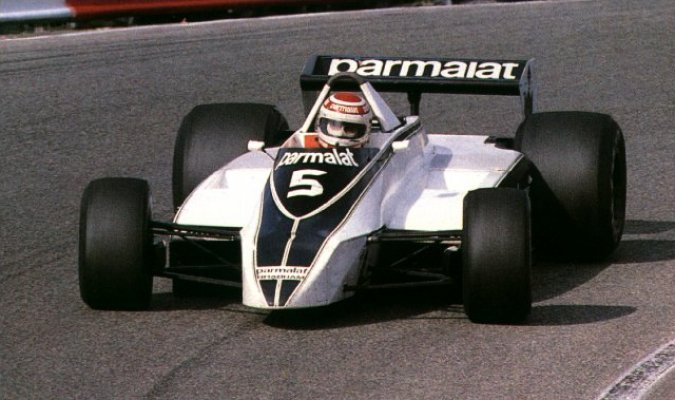
Nelson Piquet pilotando o BT49 de

1982 - BT49C: Riccardo Patrese

## Resultados[1][2][3]
(legenda) (em negrito indica pole position e itálico volta mais rápida)
| Ano  | Chassi | Motor                | N° | Pilotos          | 1     | 2     | 3     | 4     | 5     | 6     | 7     | 8   | 9     | 10   | 11    | 12    | 13    | 14    | 15    | 16  | Pontos | Posição |  |
| ---- | ------ | -------------------- | -- | ---------------- | ----- | ----- | ----- | ----- | ----- | ----- | ----- | --- | ----- | ---- | ----- | ----- | ----- | ----- | ----- | --- | ------ | ------- |  |
|      |        |                      |    |                  |       |       |       |       |       |       |       |     |       |      |       |       |       |       |       |     |        |         |  |
|      |        |                      |    |                  | ARG   | BRA   | RSA   | USW   | ESP   | BEL   | MON   | FRA | GBR   | GER  | AUT   | NED   | ITA   | CAN   | USA   |     |        |         |  |
| 1979 | BT49   | Ford Cosworth DFV V8 | 5  | Niki Lauda       |       |       |       |       |       |       |       |     |       |      |       |       |       | NP G  |       |     | 02 (7) | 13º     |  |
| 1979 | BT49   | Ford Cosworth DFV V8 | 5  | Ricardo Zunino   |       |       |       |       |       |       |       |     |       |      |       |       |       | 7 G   | Ret G |     | 02 (7) | 13º     |  |
| 1979 | BT49   | Ford Cosworth DFV V8 | 6  | Nelson Piquet    |       |       |       |       |       |       |       |     |       |      |       |       |       | Ret G | Ret G |     | 02 (7) | 13º     |  |
|      |        |                      |    |                  |       |       |       |       |       |       |       |     |       |      |       |       |       |       |       |     |        |         |  |
|      |        |                      |    |                  | ARG   | BRA   | RSA   | USW   | BEL   | MON   | FRA   | GBR | GER   | AUT  | NED   | ITA   | CAN   | USA   |       |     |        |         |  |
| 1980 | BT49   | Ford Cosworth DFV V8 | 5  | Nelson Piquet    | 2 G   | Ret G | 4 G   | 1 G   | Ret G | 3 G   | 4 G   | 2 G | 4 G   | 5 G  | 1 G   | 1 G   | Ret G | Ret G |       |     | 55     | 3°      |  |
| 1980 | BT49   | Ford Cosworth DFV V8 | 6  | Ricardo Zunino   | 7 G   | 8 G   | 10 G  | Ret G | Ret G | NQ G  | Ret G |     |       |      |       |       |       |       |       |     | 55     | 3°      |  |
| 1980 | BT49   | Ford Cosworth DFV V8 | 6  | Hector Rebaque   |       |       |       |       |       |       |       | 7 G | Ret G | 10 G | Ret G | Ret G | 6 G   | Ret G |       |     | 55     | 3°      |  |
|      |        |                      |    |                  |       |       |       |       |       |       |       |     |       |      |       |       |       |       |       |     |        |         |  |
|      |        |                      |    |                  | USW   | BRA   | ARG   | SMR   | BEL   | MON   | ESP   | FRA | GBR   | GER  | AUT   | NED   | ITA   | CAN   | LVS   |     |        |         |  |
| 1981 | BT49C  | Ford Cosworth DFV V8 | 5  | Nelson Piquet*   | 3 M   | 12 M  | 1 M   | 1 M   | Ret M | Ret M | Ret M | 3 A | Ret A | 1 A  | 3 A   | 2 A   | 6 A   | 5 A   | 5* A  |     | 61     | 2°      |  |
| 1981 | BT49C  | Ford Cosworth DFV V8 | 6  | Hector Rebaque   | Ret M | Ret M | Ret M | 4 M   | Ret M | NQ M  | Ret M | 9 A | 5 A   | 4 A  | Ret A | 4 A   | Ret A | Ret A | Ret A |     | 61     | 2°      |  |
|      |        |                      |    |                  |       |       |       |       |       |       |       |     |       |      |       |       |       |       |       |     |        |         |  |
|      |        |                      |    |                  | RSA   | BRA   | USW   | SMR   | BEL   | MON   | USE   | CAN | NED   | GBR  | FRA   | GER   | AUT   | SUI   | ITA   | LVS |        |         |  |
| 1982 | BT49D  | Ford Cosworth DFV V8 | 1  | Nelson Piquet    |       | DSQ G | Ret G | [ 4 ] |       |       |       |     |       |      |       |       |       |       |       |     | 193    | 9°      |  |
| 1982 | BT49D  | Ford Cosworth DFV V8 | 2  | Riccardo Patrese |       | Ret G |       | [ 4 ] |       | 1 G   | Ret G | 2 G |       |      |       |       |       |       |       |     | 193    | 9°      |  |
| 1982 | BT49C  | Ford Cosworth DFV V8 | 2  | Riccardo Patrese |       |       | 3 G   | [ 4 ] |       |       |       |     |       |      |       |       |       |       |       |     | 193    | 9°      |  |

* Campeão da temporada.
↑1  Não marcou tempo para o GP do Canadá, anunciando sua retirada na categoria. Sua vaga foi ocupada pelo argentino Ricardo Zunino.
↑2  Lauda marcou 4 pontos e Piquet 3 num total de 7 pontos totais com o Brabham BT48.
↑3  Piquet marcou 20 pontos e Patrese 2 pontos num total de 22 pontos com o Brabham BT50 com o motor BMW turbo. 